# Stanford (Kentucky)
Stanford is een plaats (city) in de Amerikaanse staat Kentucky, en valt bestuurlijk gezien onder Lincoln County.

## Demografie
Bij de volkstelling in 2000 werd het aantal inwoners vastgesteld op 3430.
In 2006 is het aantal inwoners door het United States Census Bureau geschat op 3462, een stijging van 32 (0,9%).

## Geografie
Volgens het United States Census Bureau beslaat de plaats een oppervlakte van
8,0 km², geheel bestaande uit land. Stanford ligt op ongeveer 283 m boven zeeniveau.

## Plaatsen in de nabije omgeving
De onderstaande figuur toont nabijgelegen plaatsen in een straal van 16 km rond Stanford.